# António Bagão Félix
António José de Castro Bagão Félix de Castro Bagão Félix (Ílhavo, 9 aprile 1948) è un politico portoghese.

## Biografia
Fu Ministro delle finanze nel governo di Pedro Santana Lopes dal luglio 2004 al marzo 2005. 
Aderisce al Centro Democratico Sociale - Partito Popolare.
| Controllo di autorità | VIAF (EN) 50952565 · ISNI (EN) 0000 0000 6766 948X · SBN LIGV063861 · LCCN (EN) n96044154 |